# Баффетт, Говард Грэм
Говард Грэм Баффетт (англ. Howard Graham Buffett; род. 16 декабря 1954, Омаха, Небраска) — американский филантроп, фотограф, фермер. Национальная легенда Украины (2024). Средний сын инвестора-миллиардера Уоррена Баффета.

## Личная жизнь
В августе 1977 года Говард женился на Мирсии Сю Дункан. Также в 1977 году он начал заниматься фермерством в Текама (Небраска). Его отец купил имение за 300 000 долларов и заставил его арендовать данное поместье. В данный момент у Говарда Грэхема фермерское хозяйство в Небраске площадью 1,6 км². Позже он женился на Дэвон Морс, и у них родился сын, Говард Уоррен Баффетт. В данный момент Баффетт проживает в Декейтере (штат Иллинойс) и управляет семейной фермой площадью 5 км² в Центральном Иллинойсе. Он является защитником Системы нулевой обработки почвы.

## Бизнес и политика
Баффетт был окружным уполномоченным округа Дуглас (Небраска) c 1989 по 1992 год, вице-президентом, помощником председателя и директором корпорации Archer Daniels Midland с 1992 по 1995 год, и председателем совета директоров GSI Group с 1996 по 2001 год. В 1995 году он стал директором Lindsay Manufacturing и был её председателем с 2002 по 2010 год,
В 2006 году был директором Berkshire Hathaway.
Говард Баффетт был членом совета директоров Кока-Кола с 2010 по 2017 год.

## СМИ
Баффетт написал более десятка книг по охране природных ресурсов, дикой природе, состоянии человечества, и публиковал статьи и мнения на страницах The Wall Street Journal и The Washington Post. В 1996 году Гарвардский университет опубликовал его тезис «Партнерство в биоразнообразии и высокопродуктивное сельскохозяйственное производство». В 2011 году Говард Баффет сделал неожиданный сюрприз для Гарварда, придя на церемонию вручения премии от Фонда Гарварда «Исполнительница года» Шакире.

## Книги
В 2000 году Баффет опубликовал вместе с Колин Мид книгу фотографий «Картины дикой природы», информационный источник для путешествующих по дикой природе Северной Америки и Африки.
В 2001 году он написал «На краю: Компенсация ресурсов Земли», которая была посвящена теме охраны биоразнообразия земли, особей и ареала. Бывший сенатор Пол Симон является автором предисловия.
В 2002 году Баффетт издал «Гобелен жизни», сборник фотопортретов, сделанных в Бангладеш, Эфиопии, Гане, Индии и других странах с крайней нищетой и нуждами. Автором предисловия является Том Брокау, популярный американский телеведущий и журналист. Также в 2002 году он написал книгу «Заботясь о нашем мире», обучающую детей экологии.
В 2003 году он написал «Пятна прямо перед твоими глазами» в соавторстве с Анн ван Дейк. Автором предисловия является Гудолл, Джейн. Текст представляет собой историю и факты о гепардах.
В 2005 году он издал «Царство под угрозой: История горной гориллы», предоставляющую информацию о среде обитания горных горилл и вызовами, с которыми они сталкиваются.
В 2009 году он написал «Состояние человечества — хрупкое», при поддержке Миссии Национального географического общества. Предисловие к книге написала Шакира. В книге собраны истории жизни (как успешные, так и полные страданий) представителей 65 стран.

## Филантропия
Баффетт вместе с Шакирой и Карлосом Слимом участвовал в двухсотмиллионном благотворительном проекте для бедных детей. Баффетт работает или работал в Совете Национального географического общества, Национальном совете Всемирного фонда дикой природы, Фонде пумы, Совещательном комитете треста журавля американского на реке Платт, Экотресте, в отделениях Небраски и Иллинойса «Защиты окружающей среды», Тресте дикой природы и дикой пумы и в Фонде Африки. Баффетт основал Трест защиты окружающей среды, некоммерческий трест в Южной Америке, охраняющий особь гепарда, Международный фонд защиты гепардов и Фонд Пумы. 
В октябре 2007 года получил звание Посла против голода от Всемирной продовольственной программы ООН.
В марте 2010 года Баффет стал членом Инициативы в Восточном Конго, основанной Беном Аффлеком. «Я присоединился к Бену, поскольку я сильно верю в инвестирование в жизнеспособное решение проблем в ответ на вызовы, с которыми сталкивается человечество»  — сказал он.
Украина
С начала  вторжения России в Украину в феврале 2022 года, Фонд оказывает помощь Украине и координирует усилия с USAID. Одной из форм помощи была передача семян украинским фермерам. Грант в размере 2,3 млн долларов США от Фонда для компании «Нова Украина» профинансировал работу пунктов обогрева на более чем 20 железнодорожных станциях Украины в зимние месяцы. Эти центры предоставляли отапливаемое жилье, теплые напитки, средства гигиены и экстренный доступ в Интернет. По состоянию на февраль 2024 года Фонд предоставил Украине гуманитарную помощь на сумму более 500 миллионов долларов США, включая помощь в разминировании сельскохозяйственных угодий, восстановлении разрушенных бомбежками домов, расследовании военных преступлений, а также строительстве и оснащении больницы.

### Фонд Говарда Баффетта
Будучи президентом Фонда Говарда Баффетта, Баффет побывал в более чем 95 странах, чтобы документировать сохранившееся биоразнообразие и обеспечивать необходимыми ресурсами поддержание людских нужд. Фонд Говарда Баффета поддерживает проекты в сфере сельского хозяйства, здорового питания, водных ресурсов, охраны природных ресурсов, благотворительности, в частности для отбывающих наказание или престарелых. В основном бюджет фонда сфокусирован на странах Африки и Центральной Америки.
В 2007 году Фонд запустил Глобальную инициативу по водным ресурсам с несколькими другими организациями, чтобы осведомлять людей о снижающемся количестве питьевой и чистой воды в бедных частях света.

## Награды и премии
- Орден князя Ярослава Мудрого V степени (23 августа 2022 года, Украина) — за значительные личные заслуги в укреплении межгосударственного сотрудничества, поддержку государственного суверенитета и территориальной целостности Украины, весомый вклад в популяризацию Украинского государства в мире[21].
- Национальная легенда Украины (21 августа 2024 года, Украина) — за выдающиеся личные заслуги в становлении независимой Украины и укреплении её государственности, защите Отечества и служении Украинскому народу, весомый вклад в развитие национального искусства, спорта, здравоохранения, плодотворную благотворительную и общественную деятельность[22].
- Знак отличия Президента Украины «Золотое сердце» (4 декабря 2024 года, Украина) — за весомый личный вклад в оказание волонтёрской помощи и развитие волонтёрского движения, в частности, при осуществлении мероприятий по обеспечению обороны Украины, защите безопасности населения и интересам государства в связи с военной агрессией Российской Федерации против Украины и преодоления её последствий[23].
- Баффетт получил Орден Ацтекского орла, высочайшая честь, которая может быть оказана мексиканским правительством для иностранного гражданина, почетную степень доктора философских наук от Университета Небраски-Линкольна[24], а также был признан Меж-американским институтом сотрудничества в сфере сельского хозяйства выдающейся личностью в данной сфере.